# イングラム (機動警察パトレイバー)
イングラム (INGRAM) は、アニメ・漫画『機動警察パトレイバー』に登場する架空の人型ロボット。篠原重工八王子工場製造、警視庁警備部特科車両二課所属の純警察用レイバーである。型式番号はAV-98。
当記事では劇中に登場する同型機種についても記述する。

## イングラム
『機動警察パトレイバー』の主役メカ。
劇中では先に配備されたASUKA96MPL 大将の能力不足を把握していた篠原重工八王子工場によって開始された「次期MPL計画（後の「AV（Advanced Vehicle：発達型車両 ）計画」）」による第1号機とされる。
INGRAMという名称はイングラムM10からとられたものだが、「INdeterminate GRound Armed Mobile：不確定型陸上兵装車両」の略でもあり、イングラムの開発当初から軍用レイバー開発へのデータ収集が考えられていたとの説もある。とはいえ、英語文法的には出鱈目であり、後付けの感は拭えない。形式の「98」は当時パソコンの国内主力機種であった日本電気のPC-9800シリーズから、「AV」は富士通のFM77AVシリーズから取ったものとされている。
ASUKAで初めて採用された密閉式コクピットによって極めて人間的な姿をしており、初めて全超電導化されたパワー系統、人間に近い形状であるため豊富な手持ちオプションの使用が可能となったマニピュレーターやモーション・トレーサー、FRPを多用した軽量機体により、懸垂もできるほどの高い運動性など、どれをとっても非常に革命的なものである。
この機体を印象深いものにしているのは、主人公の泉野明が整備中の姿を見て「趣味の世界」､同僚の太田功が「なんて趣味的な…」と評したそのデザインで、スリムなスタイルとなっている。これは一般市民や犯人への心理的影響（「正義の味方」というアピール）までも考慮して設計されたためである。
しかし、高機動性やスタイルを優先した結果、コックピットは小さくなり居住性は極めて悪く、高い位置にコックピットがあるため上下動が激しく、はげしく搭乗者を選ぶレイバーとなっている。漫画版では、シミュレータで特機の適性試験を行なっているが、試験段階でさえエチケット袋が必須であった。遊馬と野明以外の大半の候補生は乗り物酔いしており、「乗り物なんて代物じゃない」という感想を漏らしている。後に後藤も乗ってみたが終了直後に吐いてしまい、「天にも昇るような気持ちで地獄行き」との感想を述べている。
開発計画
腕一本だけで5億円以上掛かったともいわれる開発費からすると56億7000万円という驚くほどの廉価で納品されているが、これは篠原重工が、特車二課での使用により豊富な行動データを蓄積し、将来的にはそれを新型OSに組み込むことを計画していたためであり、「AV計画」とは、レイバーの統一規格化を意図した新型OSとそれに対応するレイバー開発までも含む一大計画なのである。
名称
篠原重工社内でレイバーのペットネームを募集したが、「イングラム」という名称を応募したのは「AV計画」内で同時に開発が進められていたARL-99の開発主査だった人物である。

### 作中での基本ポジション
- 1号機フォワード：泉野明
- 1号機バックアップ：篠原遊馬
- 1号機レイバーキャリア：山崎ひろみ
- 2号機フォワード：太田功
- 2号機バックアップ：香貫花クランシー（後に熊耳武緒）
- 2号機レイバーキャリア：進士幹泰

基本的には以上がOVA版テレビ版共通のポジションである。なお、3号機は基本的にデータ取り用の機体ゆえに固定パイロットはいない（各シリーズでの暫定パイロットは後述する）が、1号機や2号機の破損に対して緊急時は急遽パーツを取っていたため、たまに動けなくなっている。
漫画版では、当初2号機バックアップが進士、キャリアは太田が運転していたが、進士では太田の暴走を抑えきれないと、バックアップが熊耳に交代した。

### 各機の特徴
基本的には人間の動きはほぼ再現可能なほどの完成度を誇るが、操縦者のデータ蓄積によって成長度合いがまるで違う。
イングラム1号機
泉野明が搭乗する1号機はイングラムの器用な部分が特に育ち、小回りや周囲の状況に合わせた細かい作業が得意になっている。逆にパワーを活かしたゴリ押し戦術などは不向きであり、相手からのダメージを受けた後の復帰も若干遅く、反射スピードも2号機より遅い。
イングラム2号機
太田功の搭乗する2号機はイングラムのパワーを活かした部分が特に育ち、射撃や相手を直接ねじ伏せるような戦術が得意になっている。逆に細かい作業や小回りを必要とする作業は苦手だが、相手からのダメージを受けた後の復帰は若干早く、反射スピードも1号機より速い。
イングラム3号機
いわゆる予備機であり、データ取り用・部品取り用の機体であり、特記する特徴は無い。だが、緊急時には1号機のデータを使用して対応することが多く、さらに破損した1号機や2号機の緊急時にパーツを抜き取られることがある。

### その他
作品後の活躍
その後は特車二課第二小隊での1998年から2001年までの約3年間に渡る運用を終え、全て退役し、篠原重工八王子工場に送り返されデータ収集用の実験機として活用されることとなった。だが、2002年2月26日の柘植行人を首謀者とするクーデター事件の際には、既に特車二課を離れていた旧隊員有志の手により再び一線に駆り出され、非正規の鎮圧作戦に参加している（『機動警察パトレイバー 2 the Movie』）。
2013年には再び第二小隊に配備されている（シバシゲオ曰く「出戻り」）が、レイバー自体が衰退しているためレイバー犯罪の発生率は低く、出動の機会は激減している。また、「動かせばどこか壊れる」と言われるほど状態が悪く、稼働時間も5分が限界とし、訓練もシバの厳命で必要最低限以下しか行えない。度重なる改造のため、メーカーサポートを受けられるかどうかも怪しいとのこと（『THE NEXT GENERATION -パトレイバー-』）。
さらに後の所在に関しては、東ヨーロッパの警察に払い下げられ、2017年の時点でも現役で災害救助活動を行っている（「モデルグラフィックス」2001年8月号および12月号）。
グッドデザイン賞受賞
なお、バンダイから発売された1/60のイングラムのプラモデルが1990年度グッドデザイン賞商品デザイン部門を受賞した。プラモデルでの受賞は初という快挙であった。

## 武器装備

### 通常装備
警察用の対レイバー用のオプション装備として、スタンスティック、ハンドリボルバーカノンが純正の物として用意されている。
スタンスティック（電磁警棒）
格闘戦でのメイン武器として利用される。警察という組織である関係上、基本的にリボルバーカノンを利用するのは、警察官における拳銃と同様に「最後の手段」であり、一般的にはスタンスティックでの制圧が試みられる。ただし、危険度の高い暴走レイバーなどの場合には威嚇や発砲などが行われており、作品としての演出の都合上、射撃シーンの割合は極めて高い。
ハンドリボルバーカノン
リボルバーカノンの弾丸は貫通の危険性が低く、かつ軽装甲の民生用レイバーや改造レイバーに対して一定のストッピングパワーを期待できるホローポイント弾が採用されている。磁気ネット弾やウィルス弾などを扱うこともできる。イングラムは予備の弾丸を右足の脹脛の内側部分に内蔵しているのだが、再装填は人が行う必要がある。
また実写版では、弾頭は樹脂製のキャップであり、弾丸はケース中に軟鉄製の球形弾が1弾に9発という構造になっており、言わば散弾銃となっている。これはアニメ版と同じく、初速や貫通力を二の次とし確実に目標を破壊することを目的としている。なお、都市などの人口密集地で使用する関係上、軍用に広く使用されている対戦車榴弾（成形炸薬弾）や徹甲弾などは、過大な威力による周辺地域への被害を考慮し採用されていない。
当初リボルバーカノンの口径は20mmとされていたが「誰がどう見てもこのでかい銃が20mmなんぞに見えるわけがなく」どさくさ紛れに37mmへ修正されたが、実際にはそれでもまだ小さく「対レイバー比、対人物比から冷静に推測」すると75mm程度はあるとされる。空想科学研究所でイングラムの弾丸威力をシミュレーションしたところ、ハンドリボルバーの弾丸だけでも厚さ20センチのコンクリート壁を破壊する能力を持っているという。

### 特殊装備
ライアットガン（レイバーショットガン）
上記の通常装備の他に、整備員シバシゲオが4か月と16日をかけて作り上げた口径90mmのライアットガン（レイバーショットガン）がある。旧OVA版では第3巻に登場、あまりの威力に榊が使用禁止を命じるが、怪獣戦にてイングラム各機に装備されるも不使用に終わる。漫画版では製作者は不明で整備ハンガー内の10号ロッカーに封印されていて、後藤および整備班以外はその存在を知らなかった（遊馬に関してはその場に居なかったので不明）。
対グリフォン用に後藤が二課で一番威力のある武器として一号機に装備させ、グリフォン相手に発砲するも外れてSSSのキュマイラに命中、その下半身を粉々に粉砕する威力を見せた。なお、劇中のセリフによると、「爆裂弾」（劇場版1）や「ライフルスラグ弾」（劇場版2）などの弾種が使用可能なようである。また、模擬戦用にペイント銃も用意されている。

## 各種メディアによるデザインの違い
旧OVA版、漫画版、劇場版1、テレビ版、新OVA版、劇場版2、ゲーム版、WXIII、実写版に登場している。基本的にはすべて旧OVA版のために出渕裕が起こしたデザインが基本となっているが、後述するように劇場版1を境にしてシルエットがかなり変わっている。
すべてのメディアで共通している設定は、「特車2課第2小隊に配備されて1号機には泉野明巡査、2号機には太田功巡査が搭乗した」点。それ以外の差違については各項で説明する。ただ、作品の長期化と多様性に伴い、カタログスペックでは言い切れない部分も内包している機体でもある。

### 旧OVA版
1号機には野明によって「アルフォンス」という愛称が与えられているが、劇中での呼称は「98式」で「イングラム」という名称は登場していない。また第二小隊の装備は、レイバー以外はすべて中古品となっており、移動用の98式キャリアは固定用ボルトを増設しただけの自衛隊のお下がり、97式指揮車は第一小隊からのお下がりである。また3号機も存在するが、劇中では第1話のセリフ中と、第5,6話において制圧された二課棟で2号機の後ろに立っているシーンがあるのみである（時間軸が同じである小説版では何度か運用されている）。
第2話冒頭に翼とブースターを装備した98式AV2なる機体が登場するが、これは野明の夢の中での出来事だった。
他メディア版との目立った違い（1号機）は以下の点。
1. 肩部赤色回転灯の幅が大きく、橙色灯がない。
2. 同回転灯の発光・回転部分が片側1基。
3. 左腕シールドの形状および、腕への固定方式（方型1ボルト固定式）。
4. ペリスコープ窓の形状。
5. 固定式赤色点滅灯を装備している。
6. 頭部アンテナの形状。特に左アンテナ（マルチモード・アクティブ・アンテナ・システム）接合部が細くなっており、2本のロッドアンテナがある。
7. 旧OVA版固有の背面、肩部、シールドなどの部隊章マーキング、ナンバリングペイントなど。なおこれは他メディア版も登場メディアごとにマーキングなどには差異が生じている。
8. リボルバーカノンの口径は20ミリ。全長は1メートル30センチ。銃口には8本のライフリングが刻まれている。コルト・パイソンにも似たオリジナルの形状をしている。媒体によってはパイソンそのままの形状のものが装備されることも稀にあった。

発砲の際にはメインカメラ保護用のカバーがフェイスマスク内側からせり上がる機能があり、旧OVA版ではOPと、Vol.3『4億5千万年の罠』で特車二課が未確認生物殲滅のために出動し、東京湾岸（隅田川河口・竹芝桟橋付近）で射撃の準備に入った際に使用している。
太田が搭乗する2号機は「1号機と違う」という点では実写版を除く他メディアと同様であるが、その様相が他の作品の2号機とは異なっているため特記する。
1. Vol.1の初登場時、すなわち配備当初からVol.3まではコミック版と同様に1号機とまったく同じ外見だったが、Vol.4『Lの悲劇』から、2号機のみ頭部と右肩が、作中では特に理由が語られること無く変更された。
2. 頭部はカメラゴーグル中央に白い支柱が1本入っているが、それ以外は1号機と基本的に共通の意匠。
3. 右肩は完全に別形状となり、しかも赤く塗装されている。そのため右肩のパトライト部分は青の回転灯となった。模型誌の記述によれば、これは『装甲騎兵ボトムズ』のレッドショルダー隊に肖った物であるとの説がある。

なお、劇場版1のノベライズにあたる「風速40メートル」には、文中に2号機はこの肩の赤い旧OVA版準拠仕様であったと取れる描写がある。しかし、挿絵には劇場版1仕様の2号機が描かれている。

### 漫画版
「イングラム」の通称はこちらで初登場。1号機への「アルフォンス」の愛称は登場していないものの、放っておくと機体に自らの所属と姓名を書き込むほど野明から溺愛されている点は共通。
旧OVA版と同様に配備当初は1号機・2号機共に同一外観で登場したが、2巻で2号機の頭部がゴーグルを付加されたような独自のものに変更された。劇中では2号機搭乗者である太田の荒っぽい操縦の影響で部品の消耗が激しく、特に頭部センサーユニットは予備の底がついたため、試作型を流用することになったためとされている。なおこの頭部は以降のメディアに登場する2号機のデザインとして、実写版以外で踏襲されている。
3号機については、第2小隊に配備される前のシーンで篠原重工格納庫の中に3機のイングラムがあることから存在自体は明らかになっているが、他メディア版と違い第2小隊には配備されず、その後は一度も言及されていない。
他メディア版との目立った違い（1号機・改修前）は以下の点。なお改修前のシルエット自体は旧OVA版に近いが、細部は大幅に異なり、むしろ後続の各メディア版に近い。
1. 旧OVA版より肩部回転灯の左右幅が短くされ、回転灯台座の首側に丸い橙色灯が取り付けられている。
2. 肩が白と黒のツートンカラー。
3. 肩やシールドに書かれたナンバーが他メディアでは機体番号のみを表す1桁なのに対し、漫画版ではそれぞれ「221（特車二課第二小隊の1号機）」「222（同2号機）」と、所属を表す数字も含めた3桁になっている。
4. ペリスコープ窓の形状。
5. 左腕シールド形状が旧OVA版と異なり、腕への固定も大きめな意匠の2ボルト固定式。
6. 頭部アンテナ形状。左アンテナ接合部は細くなっておらず、2本のロッドアンテナ在り。
7. 警棒はスタンスティックではなく、第1小隊の95式も装備していた先端の尖った金属棒であった。後述の改修後にスタンスティックを装備したが、当初はテレビ版などとは違う形状で、後にテレビ版同様の形状になっている。
8. 背面放熱ファンダクト形状が、旧OVA版をはじめとしたアニメ作品がスリット状なのに対してラウンド型。
9. リボルバーカノンはS&W M586の4インチモデルを基にレイバーサイズ化したものを装備。ライアットガンも、他のシリーズとストックの形状が若干違う。
10. コクピットが密閉式で外部からは搭乗者の顔が見えない。

劇中のグリフォン戦で1号機と2号機は大きな損傷を受け、大改修された設定を反映し、それ以降のイングラムは肩やシールドに書かれたナンバーも含めほぼテレビ版・新OVA版と同一の外見に変更されている。ただしラウンド型の背面ダクト形状と、肩が白と黒のツートンカラーである点は変更されていない。なお雨天時には劇場版2同様マニピュレーターにグローブを装着する描写がある。

### 劇場版1
重大なコンピュータウイルスの潜む「HOS」の書き換えを、特車2課整備班員であるシバシゲオが行わなかったため、暴走から逃れることができた。1号機は、レイバー整備プラント「方舟」を破壊するために暴走レイバー群とAV-X0「零式」と戦った。
劇場版そのものでは「イングラム」の愛称は使用されていない。
他メディア版との目立った違い（1号機）は以下の通り。なお、この劇場版で新たに起こされたデザインがその後のテレビ版、新OVA版、WXIIIにおけるイングラムの標準的なデザインになっている（特にアンテナとシールドのデザインはこの後変更されていない）。
1. 漫画版同様に肩部赤色回転灯の横に橙色灯が設けられているが、その形状が方形になった。
2. 肩部装甲の形状が旧OVA版や漫画版から変更され、さらに1号機と2号機で差別化された。1号機はより丸みを帯びた形状になり、側面に穴が7つ空けられている。2号機はより角ばったデザインになっている。
3. 赤色点滅灯は開閉式。
4. 頭部アンテナ形状は漫画版と同様に左アンテナ接合部が大きくなっているが、形自体は若干異なる。またロッドアンテナがない（設定上は存在）。
5. アンテナ先端部がグレーに塗装された。
6. 左腕シールド形状が変更された。漫画版と同様に2ボルト固定式だが、ボルト接合部付近形状が異なる。
7. リボルバーカノンの形状は漫画版と旧OVA版をミックスした、デザイン上ではスマイソンをモデルとしたタイプとなり、口径の設定は37ミリと改められた。

### テレビ版
初めて野明による「アルフォンス」と正式名称の「イングラム」の双方の愛称が使用された。99式レイバーキャリア、98式指揮車両とも新設定がおこされている。そして第46話において、後継機AV-0「ピースメーカー」が第1小隊に導入され、ついに「最新型パトレイバー」の座から降りることになる。
また3号機がはじめて1、2号機と並んで表舞台に登場する。元々は1号機とほぼ同様の外観・仕様で、1、2号機と同時に納入されているが、人員不足のために通常運用はされずに予備機となっていた。しかし第20話で急激にハイテク化するレイバー犯罪に対処するため、篠原重工八王子工場で電子戦向け装備の強化を目的とした改修が施され、ECM、ECCM機能、対電波攻撃機能などを追加装備した。これらを装備した結果として頭部形状が変化し、特に額の部分が巨大化していることが目立つ。さらに肩部のパーツも交換され、駆動系も改良され従来型の1.37倍ほど効率が向上している。その後も予備機ではあったものの、第21話では遊馬が緊急で搭乗し、1号機のピンチを救った。
1号機も2号機も、エンブレムの違いや後述する細部を除けばほとんど劇場版1のデザインをそのまま採用している。他メディア版との目立った違い（1号機）は以下の通り。
1. 頭部左側アンテナ先端部がアイボリーに塗装されている。
2. 劇中中盤より、従来からあった肩口の開閉式赤色点滅灯の上にサーチライトが、ペリスコープ部前方にラウドスピーカーがそれぞれ追加される。
そのほか股間部の充電用コネクターなど、劇中の描写に応じて詳細な部分設定がその都度用意されている。
3. リボルバーカノンの形状も劇場版1以降の設定を引き継いでいるが、必ずしも画面中の描写は定まらず、旧OVA版の形状になっていることもあった。プラモデルを販売していたバンダイもこれには混乱していた様子で、マスターグレード版イングラム3号機（テレビ版）のキットには、誤って「3号機用の別デザインの銃」というふれ込みで旧OVA版の形状のものが同梱されている。

2号機はこれ以外に頭部カメラ部分に黒塗装が追加されている。また最初から1号機と頭部・肩部の形状が違うことに関してはテレビ版本編では敢えて語られず、劇中でその話題に触れようとすると、なぜか必ず横槍が入るようになっていた。
第44話にはニューヨーク市警のレイバー隊CLAT（クライム・レイバー・アタック・チーム）に配備された同型機が登場。1号機（コードネーム:アンダンテ）、2号機（コードネーム:フォルテッシモ）を含む少なくとも計5機が存在する。ブルーを基調としたカラーリングを採用し、ゴッド・ウッド・ドライブなるオプションユニットで飛行も可能だった。ただしこれらはすべてシゲの夢の中に登場したもので、劇場版と違って、実際のNY市警にはAV-0はまだ納品されていない（新OVA版第1話の会話から）。
本ページ冒頭の諸元では本体重量6.00tだが、「ON TELEVISION」13話からアバンタイトルでイングラムCGと共に入るナレーションでは「重量6.02t」と発音されている。

### 新OVA版
テレビ版の続編で設定も引き継がれているため、イングラムのデザインはテレビ版と同一。ピースメーカーがTYPE-J9「グリフォン」に敗北した後、グリフォンと激突した。その際、3号機に香貫花・クランシーが搭乗している。
主にシリアス方面よりコミカルなギャグ方面が多く、後半は主にギャグ方面が多い。
第15話「星から来た女」には、AV98星雲からやってきた正義の使者イングラマン（声: 大塚明夫）が登場。地球上ではCLATチームのイズミ・ノア隊員の姿を借りている（テレビ版44話に続く夢オチ設定である）。

### 劇場版2
第二小隊には既に新型AV「ヴァリアント」が配備されたため、第一線を退いたイングラムは篠原重工に引き揚げられてデータ収集用の実験機として扱われており、胸の旭日章も取り外されている。第二小隊の面々もバラバラになっていたが、後藤隊長の指揮の元に再び集結、イングラムも再びかつての搭乗者を乗せて前線に帰ってくる。
1号機は劇場版1に準じる一方、2号機はゴーグルが細くなり、後頭部にヘルダイバーのパーツを流用した緑色の追加装甲が施されている。3号機はテレビ版とまた異なる特徴的な頭部を持ち、「メデューサ」（ギリシャ神話のメデューサに由来する）の愛称を持つ。劇中では第一小隊の南雲しのぶ警部が搭乗。マスターグレード版プラモデルの説明書によると、2、3号機の頭部は特車二課引退後に変更されたものであるらしい。
また3機とも、従来の装備の他に「リアクティブアーマー」を装着し、各マニピュレーターに黒色のグローブを装着している。この「リアクティブアーマー」は篠原重工八王子工場が自衛隊の空挺レイバー用に開発していたものである。この突撃任務に際しての特種装備以外に、素体に施されていた改修としては、「3Dリアモニター」なる腰部に新設された装備がある。出渕裕のコメントによれば、本作品で新たに用意されたヘッドギアは簡易的な間接視認システムを成すという。劇中でも多数の機体で同様のシステムが実装されているが、イングラムでそれが使用されることは無かった。

### ゲームエディション
劇中は西暦2001年の春ごろが舞台。劇場版2の約1年前に相当する。
1、2号機の基本的な仕様は劇場版1同様のもので、アンテナ塗装色もグレー。ただしエンブレムはテレビ版のものを使用。3号機に関しては当初テレビ版の頭部で登場し、2話でECMの搭載やOSなどのアップデートを受け劇場版2のものに換装。これまで予備機として使用されていたが、第二小隊に人員補填がなされたことにより、正式なフォワードとバックアップが決定し、本格的に運用されることとなった。
搭乗員のヘッドギアは劇場版2のものを使用（一部CGでは劇場版1の物を着用しているが）。またOPデモムービーでは3号機が新装備のライフル銃と思しき装備を持たされている。
なお、この作品以前にPC-9801シリーズ用に発売されたゲーム『機動警察パトレイバー OPERATION TOKYO BAY』には、イングラムをベースにニューロンネットワークシステムなどを新たに搭載し誕生した「AV-H98 イングラム改」なるバリエーション機が登場。外観や基本装備などは従来型と変化はないが、性能が大幅に向上している。

### WXIII
劇中は架空の「昭和75年」（西暦2000年にあたる）の初夏が舞台。ただ、イングラムが登場するのは終盤だけであり、主に警察方面が物語の主軸になっている。
その時代設定から基本的にゲームエディションに登場したものと同じ仕様。乗員のヘッドギアもゲーム同様に劇場版2のもの。ただしイングラムについては以下の点が異なる。
1. 1号機の左肩に付けられたエンブレムは劇場版2のもの。
2. 2号機は劇場版2仕様の頭部に変更。ただし後頭部はヘルダイバー色ではない。
マスターグレード版プラモデルの説明書では「あまりに頭部をよく壊す（部品も底をついた）太田機用に新たに設計された専用部品」、「篠原が自衛隊向けに量産しているヘルダイバーと規格を統一することで部品調達の問題を軽減」、「00年度以降に正式な仕様変更として採用されたもの」と解説している。

また物語設定から、1号機は手首の滑り止めと防水や電磁警棒からの逆電流絶縁のためにコミック版後期や劇場版2同様のグローブを着用している。2号機はリボルバーによる精密射撃が任務のため、着用しなかった。

### ミニパト
1、2号機共に劇場版1、3号機は劇場版2仕様の頭部を装備した仕様をベースにディフォルメされている。ただし、作中に登場するキャラクターたちのように二頭身ではない。そして1～3号機と零式、二機のヴァリアントが合体し「超合体機動魔神警察王伝説の牙パトレイガー」となる。さらに重装甲型、重武装型、核武装型、試作型、量産型、水陸両用型、遠距離支援型、第三帝国風、帝国陸軍風、カスタムハリセンスペシャルなどのバリエーションが存在する。
PSPソフト『機動警察パトレイバー かむばっく ミニパト』には、オリジナルバリエーションとしてAV98-V系列（耐久力向上型）、AV98-R系列（機動性向上型）、AV98-D系列（強化型）の3タイプのバージョンアッププランが登場。それぞれにA、X、X21の三段階の仕様が存在する。
リボルバーカノンが巨大なホローポイント弾発射機であるとの後付け設定も『ミニパト』劇中が出典。

### 実写版
1号機、2号機共に同じ形状で登場する。肩やシールドに機体番号が付けられておらず、外観の違いは腰部のナンバープレートのみ。形状が大幅に変わってしまったのは度重なる改造や改修の結果だとしている。また3号機の特殊装備であったECMが2機ともに装備されている。3号機は劇場版2の回想で登場しており形状は劇場版2のデザインである。
デザインは橋本英樹によってリファインされ、全体のフォルムは従来の1号機のものを踏襲しているが、「実際に歩けるイングラム」をコンセプトに理論を優先したものになっており、ディテールは大きく異なる。
なお、撮影のために実物大の全身モデルが作られている。押井守は外観を変更した理由を、「アニメ版のデザインのまま実物大を作っても巨大なプラモデルにしか見えないため」と語っている。
本編で用いられている3DCGと、イベントなどでも用いられている実物大の全身モデルでは、前者は開脚を考慮して股間パーツを大きく開いた形状にしてあるなど、明確に差異が見られる。

## 98式AV プロトタイプ
篠原重工八王子工場製造の警察用試作レイバーである（形式番号：MPL97AV-T）。
旧OVA版に登場。
理想的な人間型フォルムと機動性の関係をテストするために開発された「98式AV」の試作機。
後の資料などで「プロトタイプ・イングラム」とするものが、製作関係者からのものも含めて出回っているが、旧OVA版および劇場版第1作には「イングラム」という名称自体がなく、厳密には適当ではない。形式番号から考慮すれば本来は「97式」が適当ではあるが、ここではOVA発表当時のムック本などの表記に倣い「98式AV プロトタイプ」とした。
頭部のセンサー類が省略されている点を除いてイングラムとほとんど変わらない。複数体が製作されており、中野の警視庁警察学校や富士のレイバー隊員養成施設「レイバーの穴」に教習用として配備されている。肩には教習用を表す「教」の文字がある。
旧OVA版
第4話では富士のレイバー隊員養成施設「レイバーの穴」にて教習用に使用されていた。後藤らがカモフラージュネットやドロ、ドライアイスで偽装し、幽霊レイバーに見立てて弛みきった第二小隊メンバーたちを脅した（通称「溶解レイバー」）。
自衛隊のクーデターが起きた6話では、榊整備班長曰く「お飾りにされている」機体を中野の警察学校から太田らが半ば強奪の形で持ち出した。保存状態はかなり粗末なものだったらしく、搭乗した太田曰く「シートが腐っている」。しかし最後に整備した榊整備班長は「必ず動く！」と断言しており、実際起動には成功したものの、警察学校の校門を突破した衝撃で首が外れ、香貫花が米軍から借り受けたガトリング砲を発砲したものの機体が反動に耐えられずに装甲をばら撒きながら崩壊、高速道路の高架下に落下して大破した。

## イングラム・エコノミー
篠原重工八王子工場製造の警察用試作レイバーである（形式番号：AVS-98 - 漫画版では形式番号の記述なし）。
漫画版、テレビ版に同様のものが登場するが、それぞれデザインは異なる。
イングラムの廉価版で、遊馬曰く「イングラム1機分で10機は買える」ほどの安価な代物である。主にセンサーや足回りを簡略化しているが、イングラムとソフトウェアに互換性があり、起動ディスケットやデータの流用が可能である。ハード面ではイングラムでは極力軽視されていた居住性が見直され、前方および上方の外部視界は胸部に大きく開かれたキャノピーウィンドウからの目視に依るところが大きな特徴。また、常人にとっては劣悪な乗り心地にも改善が加えられているが、足腰のバネが弱く踏ん張りが利かない。反面オートバランサーは機能が向上しているなど一部の性能ではイングラムを上回っている。
とはいえこの段階では民間への販売は予定しておらず、あくまで警察をはじめとする公共機関向けに用意されたモデルであった。警視庁上層部は、イングラムを下取りに出す代わりに本機を多数導入し、特車二課に第三、第四小隊を増設する計画だった。
しかし、晴海で行われたグリフォンとの対戦で（突発的な乱闘ではあったものの）総合的な性能に問題があることが露呈したため、警視庁上層部は導入計画を撤回、篠原重工は後継機のAVS-98Mk-II「イングラム・スタンダード」をプレゼンすることとなる。
漫画版
晴海のレイバーショウに展示されていた際に遊馬が搭乗したが、機能や性能を簡略化し過ぎたために「安かろう悪かろう」の言葉通り、乱入してきたグリフォンに手も足も出ずに惨敗した。
テレビ版
コミック版同様に乱入してきたグリフォンに手も足も出ずに惨敗した。

## イングラム・スタンダード
篠原重工八王子工場製造、警視庁警備部特科車両二課所属の純警察用レイバーおよび、篠原重工八王子工場製造の民間向け警備用レイバーである（形式番号：AVS-98Mk-II）。
漫画版、テレビ版にほぼ同じデザインの物が登場するが、両者の扱いは若干異なる。テレビ版ではイングラム・エコノミーの改良型という位置づけで、一般販売もされている。漫画版ではイングラムの発展・量産型として96式改に替わる第一小隊の新鋭機として登場。
乗り込みハッチはイングラムとは異なり、頭部が後方に倒れ、コクピット天井が開閉するタイプになっており、開閉操作レバーはちょうどイングラムにおける桜の代紋がある部分に存在する。
テレビ版
登場自体は漫画版よりもこちらが先。テレビ版では、あまりに貧弱だった「イングラム・エコノミー」を改良した機体として登場した。同様にイングラムのソフトウェアを踏襲しており、AV計画のために開発されたソフトはすべて使用可能。次期パトレイバーとして性能・コスト面の両立を目指して開発された機体で、イングラムに迫るほどの高性能を誇る。
機能と出力を強化した機体として篠原重工の自信作だったが、最終テストにおいて野明の駆る1号機に敗退。AV-98のOSが実戦・訓練の積み重ねにより学習を積んでいたことと搭乗者の資質というソフト面の差が勝敗を分けたとされる。しかし、それらによって覆される程の性能差ならばあえて新型機を導入するメリットは少ないと判断され、新型機導入案は白紙になった。
その後警備用として、ある程度パワーダウンした上で一般へ向けて販売されることになる。テロリストが使用し、特車隊と対峙する場面も見られた。
漫画版
新たに発足予定だった特車二課第三小隊への納入が半ば内定していたが、その話が流れてしまったために一旦保留となっていた。のちに96式改の後継機として第一小隊に配備され、1号機には石和巡査部長、2号機には古賀巡査が搭乗した。
アニメ版で起こされたオリジナルデザインが若干の設定変更を加え漫画版にフィードバックされるかたちで登場。形式名は「AVS-98」となり「Mk-II」はつかず、「スタンダード」の名称もない。警察用に桜の代紋、パトライトなどの装飾が加えられている他、シールドや肩部の形状にも細かな差が見られる。イングラムと同等のスタンスティック、リボルバーカノンを使用する。漫画版においてはあくまでイングラムの発展改良型という位置づけのため、性能面では本来イングラムには劣らず、扱いやすくもなっているという。次世代OSへの対応も見越し、部分的にはイングラムより複雑な個所もある。
その初陣の相手は、因縁のグリフォン。性能面では劣るものの、石和巡査部長は一度はこれでグリフォンを締め上げたことがある。特機研修所にも同型の機体が配備されており、HOSのテストに用いられた。作中では今のところ警察への納入があるだけで一般への販売はされていないものの、第15巻では篠原本社ビルのロビーのモニターに映る非警察用の機体の姿がある。